# ブレイク・ギブソン
ブレイク・ギブソン（Blake Gibson、1995年4月19日 - ）は、ジャパンラグビーリーグワンレッドハリケーンズ大阪に所属するラグビーユニオン選手。

## プロフィール
- ニュージーランドオークランド出身[1]。
- ポジションはフランカー(FL)、ナンバーエイト(No8)。
- 身長 184 cm、体重 105 kg
- U20ニュージーランド代表に選ばれたことがある[2]。

## 略歴
オークランド、ブルーズ、ハリケーンズを経て、2022年、東京サントリーサンゴリアスに加入。
2023年、レッドハリケーンズ大阪に加入。同年12月9日に行われたJAPAN RUGBY LEAGUE ONE第1節九州電力キューデンヴォルテクス戦にて先発出場で日本での公式戦初出場を果たした。